# Ліцзян

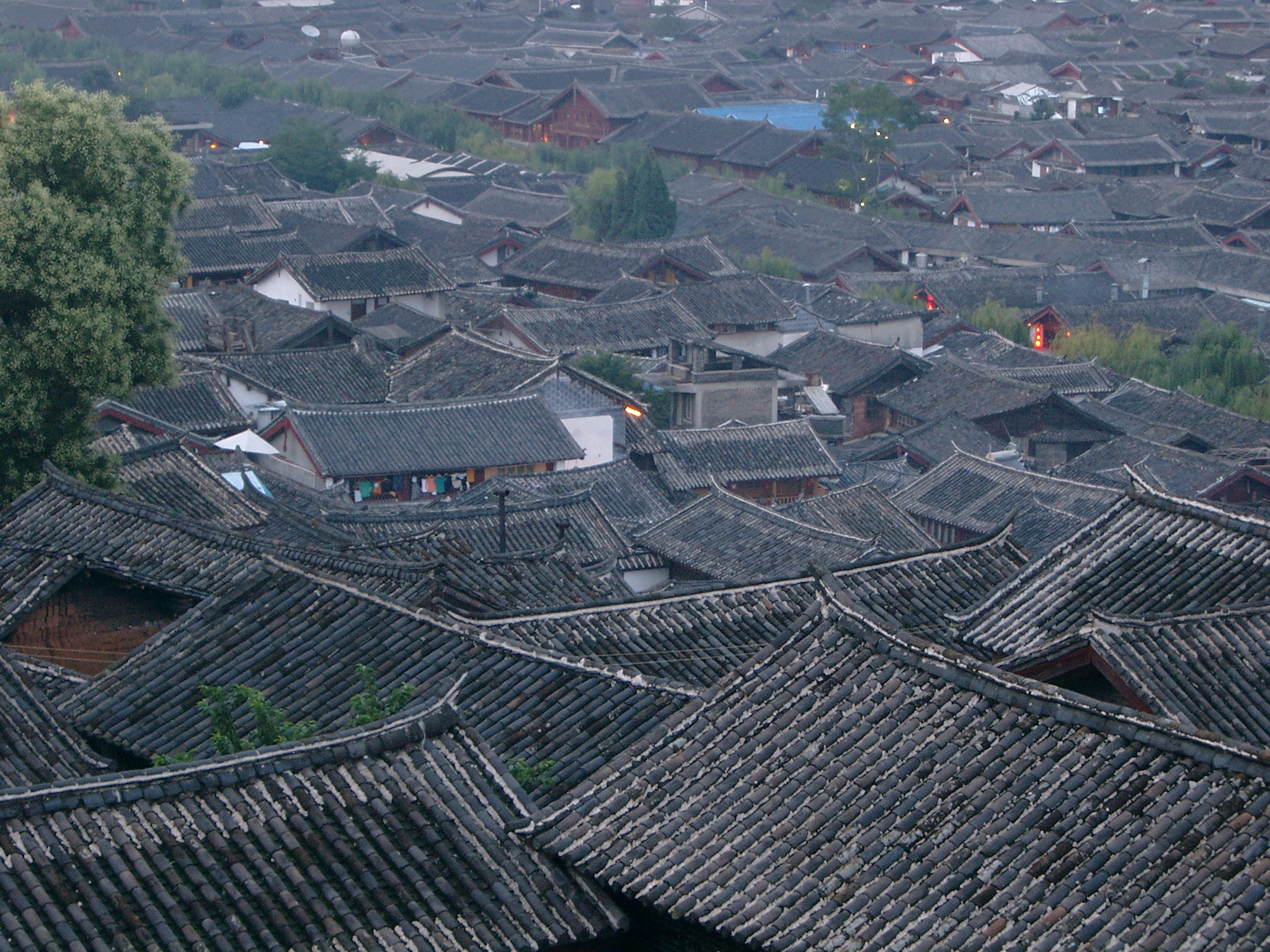
Дахи давнього міста Даян

Ліцзян (кит. спр. 丽江, піньїнь: Lìjiāng) — місто-округ в південнокитайській провінції Юньнань, на березі річки Юйлунхе. Населення — 1,216 млн жителів (2007). Власне Ліцзяном називається сучасний промисловий центр, однак його ім'я поширюється і на розташоване в його тіні давнє місто Ліцзян — пам'ятник Всесвітньої спадщини ЮНЕСКО.
Місто гармонійно вписане в складний гірський рельєф поблизу ущелини і озера Лугу (2685 м над рівнем моря). Споконвічним населенням цих місць є насі, які створили культуру дунба, що включає своєрідну ієрогліфічну писемність. Даян виник близько восьмисот років тому як поселення на шляху чаєторгівців до моря.
Ліцзян краще за всіх інших міст Південного Китаю зберіг середньовічну забудову з характерними черепичними дахами. Також великий історичний інтерес становить винахідлива система водопостачання.
Життя Ліцзяна і звичаї місцевих жителів докладно описані в автобіографічній повісті «Забуте королівство» російського мандрівника Петра Гулларта, який проживав в місті з 1942 по 1949 рік.

## Клімат
Місто знаходиться у зоні, котра характеризується океанічним кліматом субтропічних нагір'їв. Найтепліший місяць — червень із середньою температурою 18.9 °C (66 °F). Найхолодніший місяць — листопад, із середньою температурою -17.8 °С (0 °F).
| Клімат Ліцзяна          | Клімат Ліцзяна | Клімат Ліцзяна | Клімат Ліцзяна | Клімат Ліцзяна | Клімат Ліцзяна | Клімат Ліцзяна | Клімат Ліцзяна | Клімат Ліцзяна | Клімат Ліцзяна | Клімат Ліцзяна | Клімат Ліцзяна | Клімат Ліцзяна | Клімат Ліцзяна |
| Показник                | Січ.           | Лют.           | Бер.           | Квіт.          | Трав.          | Черв.          | Лип.           | Серп.          | Вер.           | Жовт.          | Лист.          | Груд.          | Рік            |
| Абсолютний максимум, °C | 20             | 22             | 23             | 27             | 30             | 31             | 33             | 33             | 28             | 25             | 20             | 21             | 33             |
| Середній максимум, °C   | 12             | 13             | 16             | 18             | 22             | 22             | 22             | 22             | 20             | 18             | 15             | 13             | 18             |
| Середня температура, °C | 6              | 8              | 11             | 13             | 17             | 18             | 18             | 18             | 16             | 14             | 10             | 7              | 13             |
| Середній мінімум, °C    | 0              | 2              | 5              | 8              | 12             | 15             | 15             | 14             | 12             | 9              | 5              | 1              | 8              |
| Абсолютний мінімум, °C  | −8             | −3             | −3             | 0              | 4              | 7              | 10             | 8              | 5              | 0              | −7             | −8             | −8             |
| Норма опадів, мм        | 0              | 0              | 10             | 10             | 50             | 160            | 240            | 210            | 140            | 70             | 10             | 0              | 940            |
| ----------------------- | -------------- | -------------- | -------------- | -------------- | -------------- | -------------- | -------------- | -------------- | -------------- | -------------- | -------------- | -------------- | -------------- |
| Джерело: Weatherbase    |                |                |                |                |                |                |                |                |                |                |                |                |                |

## Адміністративний поділ
Міський округ поділяється на 1 район та 4 повіти (два з них є автономними):
| Карта                                  | Карта      | Карта            | Карта            |
| -------------------------------------- | ---------- | ---------------- | ---------------- |
| Юйлун-Насі Нінлан-Ї Гучен Юншен Хуапін |            |                  |                  |
| Статус                                 | Назва      | Оригінал         | Населення (2020) |
| Район                                  | Гучен      | 古城区           | 288 787          |
| Повіт                                  | Хуапін     | 华坪县           | 159 695          |
| Повіт                                  | Юншен      | 永胜县           | 336 832          |
| Автономний повіт                       | Нінлан-Ї   | 宁蒗彝族自治县   | 244 525          |
| Автономний повіт                       | Юйлун-Насі | 玉龙纳西族自治县 | 224 039          |